# Litoria capitula
Litoria capitula es una especie de anfibio anuro de la familia Hylidae.

## Distribución geográfica
Es endémica de la isla de Tanimbar en las Molucas, Indonesia.